# American Underdog
Pour plus de détails, voir Fiche technique et Distribution.
American Underdog est un film biographique américain sorti en 2021. Ayant pour sujet le quarterback professionnel de National Football League (NFL) Kurt Warner. Réalisé par Andrew et Jon Erwin, le film suit le parcours de Warner en tant que joueur non sélectionné à la draft de la NFL (donc peu en vue) mais qui remporte le Super Bowl XXXIV (la plus haute distinction par équipe dans ce sport).
Il met en vedette Zachary Levi dans le rôle de Warner aux côtés d'Anna Paquin dans le rôle de sa femme Brenda et Dennis Quaid dans le rôle de l'entraîneur-chef des Rams de Saint-Louis, Dick Vermeil.

## Fiche technique
- Réalisation : Andrew et Jon Erwin
- Scénario : David Aaron Cohen, Jon Gunn et Jon Erwin d'après le livre All Things Possible de Michael Silver et Kurt Warner
- Photographie : Kristopher Kimlin
- Montage : Sean Albertson et Andrew Erwin
- Musique : John Debney
- Décors : Jennifer Herbel
- Costumes : Karyn Wagner
- Producteurs : Daryl C. Lefever, Kevin Downes, Andrew et Jon Erwin
- Sociétés de production : City on a Hill Productions, Kingdom Story Company, Lionsgate
- Société de distribution : Lionsgate
- Genre : film biographique, Film sur le sport
- Pays :  États-Unis
- Durée : 112 min.
- Date de sortie : 
  - États-Unis : 25 décembre 2021
  - France : 2 février 2024 sur Netflix

## Distribution
- Zachary Levi (VF : Tanguy Goasdoué) : Kurt Warner
- Anna Paquin : Brenda Meoni (Brenda Warner)
- Dennis Quaid : Dick Vermeil
- Bruce McGill : Jim Foster
- Adam Baldwin : Coach Allen
- Ser'Darius Blain : Mike Hudnutt